# Берилна коронета
„Берилна коронета” (енгл. The Adventure of the Beryl Coronet) је једна од 56 приповедака о Шерлоку Холмсу које је написао Артур Конан Дојл и једанаеста је прича у Авантурама Шерлока Холмса. Објављена је у часопису The Strand Magazine у мају 1892. године.

## Радња
Банкар Александер Холдер из Стретема, даје зајам од 50.000 фунти друштвено истакнутом клијенту, који оставља берилну коронету – један од највреднијих предмета — као залог. Холдер сматра да не сме да остави овај редак и драгоцени комад накита у свом личном сефу у банци, па га носи кући са собом да га тамо закључа. У ноћи га буди бука, улази у своју гардеробу и ужаснут је када види свог сина Артура са круном у рукама, како очигледно покушава да је савије. Холдерова нећака Мери долази чувши буку и, видећи оштећену круну, пада у несвест. На њој недостају три берила. У паници, господин Холдер путује да види Шерлока Холмса, који пристаје да преузме случај.
Случај против Артура изгледа прилично осуђујући, али Холмс није уверен у његову кривицу. Зашто Артур одбија да да било какву изјаву? Како је Артур могао да сломи коронету (чак и Холмс, који има изузетно јаке руке, једва то може) и без буке? Да ли би још неко у домаћинству могао да буде умешан, као што су слуге или Мери? Да ли би неки посетилац, као што је служавкин удварач са дрвеном ногом, или Артуров разметљиви пријатељ сер Џорџ Бернвел, могао да има везе са оним што се догодило коронети? Неуспех у решавању случаја ће довести до срамоте господина Холдера и националног скандала.
Холмс почиње не само да прегледа детаље које сазнаје од Холдера, већ и да испитује отиске стопала у снегу напољу. На крају, Холмс решава мистерију, а Холдер је запањен откривши да је његова нећака била у савезу са озлоглашеним криминалцем (сер Џорџ Бернвел), иако она очигледно није свесна његовог карактера. Њих двоје измичу правди; међутим, Холмс је уверен да ће своју казну добити у догледно време. Артур, који је дозволио свом оцу да помисли да је он лопов, као мотив наводи то што је био заљубљен у Мери и видео је како преко прозора преноси коронету Бернвелу. (Коронета је сломљена када се Артур борио да је истргне из Бернвеловог стиска.) Холмс враћа драгуље након што је претио сер Џорџу на нишану пиштољем понудом од 1.000 фунти по комаду (за сваки од 3 берила); Бернвел је шокиран Холмсовом понудом, пошто их је већ продао за 300 фунти. Уз додатну понуду да неће бити кривичног гоњења, Холмс купује бериле за 3.000 фунти; Холмс прима надокнаду од 4.000 фунти, али оштро прекори Холдера да свом сину дугује извињење јер је погрешно претпоставио да је Артур украо коронету.

## Историја објављивања
„Берилна коронета” први пут је објављена у британском часопису The Strand Magazine у мају 1892. године, док је у Сједињеним Државама објављена у америчкој верзији овог часописа месец дана касније. Прича је објављена са десет илустрација Сиднија Паџета у истом часопису. Ова приповетка је укључена у збирку кратких прича Авантуре Шерлока Холмса, која је објављена у октобру 1892. године.

## Адаптације

### Филм и телевизија
Кратки филм Берилна коронета из 1912. године објављен је у филмском серијалу са Жоржом Тревилом као Шерлоком Холмсом.
Прича је драматизована као кратки неми филм из 1921. године, који је био део филмског серијала у којем је Еје Норвуд глумио Холмса.
Прича је адаптирана за епизоду телевизијске серије Шерлок Холмс из 1965. са Дагласом Вилмером као Холмсом, Најџелом Стоком као Вотсоном, Леонардом Саксом као Холдером и Сузан Фармер као Мери. Такође су се појавили Дејвид Берк као сер Џорџ Бернвел. Берк ће касније играти Вотсона заједно са Џеремијем Бретом у прве две сезоне серије Авантуре Шерлока Холмса.
Епизода анимиране телевизијске серије Шерлок Холмс у 22. веку из 2001. под називом „The Adventure of the Beryl Board” заснована је на овој причи.
Прича је делимично коришћена у епизоди „How the Sausage Is Made” серије Елементарно.

### Радио
Едит Мејзер је адаптирала ову причу као епизоду радио-серије Авантуре Шерлока Холмса која је емитована 28. јануара 1932, са Ричардом Гордоном као Шерлоком Холмсом и Лијем Ловелом као др Вотсоном. Остале епизоде адаптиране из приче емитоване су 24. марта 1935. (са Луисом Хектором као Холмсом и Ловелом као Вотсоном) и 26. септембра 1936. (са Гордоном као Холмсом и Харијем Вестом као Вотсоном).
Драматизација „Берилне коронете” емитована је на BBC Light програму 30. јуна 1959. године, као део радио серије из 1952–1969, у којој су глумили Карлтон Хобс као Холмс и Норман Шели као Вотсон. Такође су се појавили Фредерик Тревс као Артур Холдер и Роналд Бадили као Робертс. Адаптирао ју је Мајкл Хардвик.
„Берилна коронета” је драматизована као епизода серије CBS Radio Mystery Theater из 1977. са Кевином Макартијем као Шерлоком Холмсом и Кортом Бенсоном као др Вотсоном.
Причу је адаптирао Винсент Макинерни за BBC Radio 4 током 1991. године као епизоду радио-серије из 1989–1998. у којој су глумили Клајв Мерисон као Холмс и Мајкл Вилијамс као Вотсон. Такође су се појавили Ентони Њулендс као Холдер, Ангус Рајт као Артур, Петра Маркам као Мери и Тимоти Карлтон (отац Бенедикта Камбербача, још једног познатог Шерлока) као сер Џорџ Бернвел.
Епизода радио-серије Класичне авантуре Шерлока Холмса из 2010. адаптирана је из ове приче, са Џоном Патриком Лоуријем као Холмсом и Лоренсом Албертом као Вотсоном.
Radio Mirchi је адаптирао ову причу за своју серију Sunday Suspense 12. септембра 2021. Мир је глумио Шерлока Холмса, а Дип је тумачио улогу др Вотсона.

### Штампа
Роман Даље авантуре Шерлока Холмса: Невероватни затвореник Стјуарта Дагласа је суптилан „наставак” ове приче.